# Kathy Reichs
 (décembre 2023).
Si vous disposez d'ouvrages ou d'articles de référence ou si vous connaissez des sites web de qualité traitant du thème abordé ici, merci de compléter l'article en donnant les références utiles à sa vérifiabilité et en les liant à la section « Notes et références ».
Œuvres principales
- Déjà dead (1997)

Kathleen Joan Toelle « Kathy » Reichs (prononcé /ˈraɪks/), née le 7 juillet 1948 à Chicago, est une anthropologue judiciaire, professeur d'université et auteur de romans policiers américaine.

## Biographie
Kathy Reichs enseigne l'anthropologie à l'université de Caroline du Nord à Charlotte, bien qu'elle soit actuellement en congé prolongé. Elle vit au Québec et partage son temps entre son travail à l'Office of the Chief Medical Examiner en Caroline du Nord et au Laboratoire des sciences judiciaires et de médecine légale du Québec. Elle fait d'ailleurs de Montréal, où elle séjourne mensuellement, la toile de fond de plusieurs de ses romans aux titres souvent bilingues. Elle est diplômée de l'université Northwestern.
Elle fait partie des quatre-vingt huit anthropologues judiciaires reconnus par l'Association américaine d'anthropologie judiciaire et est membre du conseil d'administration de l'Académie américaine de police scientifique. Elle donne également de nombreuses conférences dans le monde entier.
Elle a deux filles, Kerry et Courtney, et un fils, Brendan. Sa fille Kerry a publié son premier livre, The Best Day of Someone Else's Life en juin 2009.

## Les romans et la série télévisée
Les romans de Kathy Reichs, qui mettent en scène une anthropologue judiciaire du nom de Temperance Brennan, ont été adaptés à la télévision depuis 2005 sous la forme d'une série télévisée, Bones, dont Kathy Reichs est par ailleurs productrice. Néanmoins, la série ne prend les livres que comme une base de départ et l'héroïne se rapproche davantage de Kathy Reichs elle-même que du personnage de papier. En effet, dans la série, le docteur Brennan est une anthropologue judiciaire qui écrit également des romans policiers, romans policiers dont l'héroïne s'appelle... Kathy Reichs !  Dans l'interview de l'auteur concluant son livre Les os du Diable, elle indique que ses romans lui correspondraient dans la quarantaine, alors que la série télévisée serait son personnage dans la trentaine.
Elle fait une courte apparition dans l'épisode intitulé L'Épouvantail, où elle incarne une scientifique chargée d'évaluer la thèse du personnage Zach Addy et de lui attribuer ou non son doctorat.

## Œuvres

### SérieTemperance Brennan
1. Déjà dead, Robert Laffont, 1998 ((en) Déjà Dead, 1997)
2. Passage mortel, Robert Laffont, 2000 ((en) Death du Jour, 1999)Également publié sous le titre Death du jour (en) au Canada
3. Mortelles Décisions, Robert Laffont, 2001 ((en) Deadly Décisions, 2000)
4. Voyage fatal, Robert Laffont, 2003 ((en) Fatal Voyage, 2001)
5. Secrets d'outre-tombe, Robert Laffont, 2004 ((en) Grave Secrets, 2002)
6. Os troubles, Robert Laffont, 2005 ((en) Bare Bones, 2003)
7. Meurtres à la carte, Robert Laffont, 2006 ((en) Monday Mourning, 2004)
8. À tombeau ouvert, Robert Laffont, 2007 ((en) Cross Bones, 2005)
9. Meurtres au scalpel, Robert Laffont, 2008 ((en) Break no Bones, 2006)Également publié sous le titre Entre deux os au Canada
10. Meurtres en Acadie, Robert Laffont, 2009 ((en) Bones to Ashes, 2007)Également publié sous le titre Terreur à Tracadie au Canada
11. Les Os du diable, Robert Laffont, 2010 ((en) Devil Bones, 2008)
12. Autopsies, Robert Laffont, 2011 ((en) 206 Bones, 2009)Également publié sous le titre L'Os manquant au Canada
13. Les Traces de l'araignée, Robert Laffont, 2012 ((en) Spider Bones, 2010)Également publié sous le titre La Trace de l'araignée au Canada
14. Circuit mortel, Robert Laffont, 2013 ((en) Flash and Bones, 2011)Également publié sous le titre Substance secrète au Canada
15. L'Ange du Nord, Robert Laffont, 2014 ((en) Bones are Forever, 2012)Également publié sous le titre Perdre le nord au Canada
16. Un os à ronger, Robert Laffont, 2015 ((en) Bones of the Lost, 2013)Également publié sous le titre Terrible Trafic au Canada
17. Macabre Retour, Robert Laffont, 2016 ((en) Bones Never Lie, 2014)
18. Délires mortels, Robert Laffont, 2016 ((en) Speaking in Bones, 2015)
19. La Mort sans visage, Robert Laffont, 2021 ((en) A Conspiracy of Bones, 2020)
20. Exhumations, Robert Laffont, 2022 ((en) The Bone Code, 2021)Également publié sous le titre Les Os du passé au Canada
21. Dossiers non résolus, Robert Laffont, 2023 ((en) Cold, Cold Bones, 2022)Également publié sous le titre La Vengeance dans les os au Canada
22. Le Mystère des îles, Robert Laffont, 2024 ((en) The Bone Hacker, 2023)
23. D'os et de cendres, Robert Laffont, 2025 ((en) Fire and Bones, 2024)

HS Quatre saisons de sang, Robert Laffont, 2018 ((en) The Bone Collection, 2016)
0,5 Les Os de feu, 2018 ((en) First Bones)
15,5 Les Os du lac, 2018 ((en) Bones in her Pocket)
16,5 Les Os du marais, 2018 ((en) Swamp Bones)
17.5 Les Os de glace, 2018 ((en) Bones on Ice)

#### Romans dérivés de la sérieTemperance Brennan
1. (en) Two Nights, 2017

### SérieViral
Cette série est coécrite avec Brendan Reichs, fils de Kathy Reichs.
1. Viral, Oh !, 2010 ((en) Virals, 2010)
2. Crise, Oh !, 2011 ((en) Seizure, 2011)
3. Code, XO, 2013 ((en) Code, 2013)
4. Risque, XO, 2015 ((en) Exposure, 2014)
5. Rival, XO, 2016 ((en) Terminal, 2015)
6. (en) Trace Evidence, 2016Recueil de quatre nouvelles

## Honneurs
- Le 27 décembre 2018, elle est nommée membre honoraire de l'Ordre du Canada[5].

## Prix et nominations

### Prix
- Prix Arthur-Ellis 1998 du meilleur premier roman pour Deja Dead[6]

### Nominations
- Prix Dilys 1998 pour Deja Dead[7]
- Prix Arthur-Ellis 2003 du meilleur roman pour Grave Secrets[6]
- Prix Arthur-Ellis 2007 du meilleur roman pour Break No Bones[6]
- Prix Agatha 2010 du meilleur roman pour la jeunesse pour Virals[8]